# Southern Illinois University System
Das Southern Illinois University System (SIU) ist ein Universitätsverbund im Süden des US-Bundesstaates Illinois. Zu der Organisation gehören zwei Universitäten mit mehreren Campus, und etliche andere Lehranstalten, Institute und Forschungseinrichtungen. Insgesamt waren im Herbst 2016 30.129 Studenten eingeschrieben.

## Standorte
- Southern Illinois University Carbondale (SIUC, 15.987 Studenten[1])
- Southern Illinois University Edwardsville (SIUE, 14.142 Studenten[1])